# Didier Brousse
Didier Brousse, né le 5 octobre 1960 à Perpignan, est un général de corps d'armée de l'Armée de terre française, ancien commandant de la brigade des forces spéciales terre (2011), puis sous-chef d'état-major opérations aéroterrestres de l'armée de terre (2013). 
Du 20 septembre 2016 à juillet 2019 , il a été le directeur de la coopération de sécurité et de défense. Le 19 mai 2017, la Direction de la coopération de sécurité et de défense a fait l'objet d'un article dans le Monde évoquant le tournant plus « opérationnel » de cette direction dans l’arsenal français contre la menace terroriste.

## Biographie

### Famille
Didier Brousse est issu d'une famille essentiellement implantée dans le sud de la France. Elle se caractérise par un engagement politique républicain constant[réf. nécessaire].
Sous le Second empire, à l'issue du coup d'état du 2 décembre 1851, Édouard Brousse fut brièvement déporté aux travaux forcés en Algérie et son frère Victor emprisonné à la citadelle de Perpignan. Dans ses ascendants directs se trouve notamment Émile Brousse, homme politique, magistrat et député des Pyrénées-Orientales en 1895. Il est marié à Monique Dussin depuis 1987.

### Carrière militaire
Né en 1960, entré à l’École spéciale militaire de Saint-Cyr en 1980 (promotion Montcalm), breveté de l’enseignement militaire supérieur, 4e promotion du Collège interarmées de Défense, le général de corps d’armée Didier Brousse a passé la première partie de sa carrière au sein des parachutistes des Troupes de marine et des forces spéciales de l’armée de Terre (2e RPIMa, 6e RPIMa, 1er RPIMa et BFST), qui l’ont conduit sur la plupart des théâtres d’opérations des armées françaises.
À l’issue du commandement du 8e régiment de parachutistes d'infanterie de marine de Castres, avec lequel il sautera au Kosovo le 4 octobre 2004 après une opération aéroportée à partir de la base aérienne d’Istres, il est affecté à l’état-major des armées où il coordonne les opérations africaines au sein du centre de planification et de conduite des opérations (CPCO). 
Il intègre l’institut des hautes études de défense nationale (IHEDN – 59e session nationale) et le centre des hautes études militaires (CHEM – 56e session) en septembre 2006. 
De 2008 à 2010 il sert au cabinet du ministre de la Défense en tant que chef du bureau réservé qu’il quittera avec le grade de général de brigade.
Après une année passée à l’École de guerre comme directeur de l’enseignement, il assure le commandement de la brigade des forces spéciales de l’armée de Terre (BFST) de 2011 à 2013. À compter du 1er août 2013, il est nommé sous-chef d’état-major « opérations aéroterrestres » de l’armée de Terre et général de division le 1er janvier 2014. Durant ces trois années, il conduira notamment la montée en puissance de l’armée de Terre sur le territoire national à la suite des attentats de 2015, tout en préservant sa capacité opérationnelle au profit des OPEX.
Élevé au rang de général de corps d’armée le 18 juillet 2016, il est nommé à cette date, directeur de la coopération de sécurité et de défense au sein du ministère des Affaires étrangères et du Développement international. Durant son mandat, il inscrira résolument l'action de cette Direction dans le continuum Développement-Sécurité, au moyen d'une démarche interministérielle volontariste. En cohérence avec les priorité gouvernementales, il densifiera les projets de coopération structurelle de lutte contre le terrorisme en lien avec la consolidation d'une doctrine française de la réforme des systèmes de sécurité (RSS).
Il quitte ses fonctions de Directeur de la coopération de sécurité et de défense en juillet 2019 pour réintégrer le ministère des Armées. Il rejoindra la 2e section des officiers généraux en octobre 2019.
Le général Brousse est commandeur de la Légion d’honneur et commandeur de l’ordre national du Mérite , titulaire de deux citations et de plusieurs ordres nationaux étrangers

## Distinctions
- Commandeur de la Légion d'honneur
- Commandeur de l'ordre national du Mérite